# Winni
Winni ist ein deutscher männlicher Vorname, in Dänemark und Ostfriesland auch ein weiblicher Vorname. Er findet sich gelegentlich auch in den Niederlanden, Südafrika und Indonesien, sowohl für Männer als auch Frauen. In jüngerer Zeit wird er häufig in einer Variante mit -ie am Ende verwendet. Manchmal wird er in Nachnamen umgewandelt, etwa in skandinavischen Ländern, Indonesien und den USA.

## Herkunft und Bedeutung
Winni stammt vermutlich aus dem Urgermanischen und wird am besten mit Freund/Freundin übersetzt. Die urgermanische und indogermanische Bedeutung entspricht dem Wunsch/Erwünscht, was sinngemäß ein Freund/Freundin darstellt. Er wird auch mit Gewinn im Sinne von Freude, Wollen und Willen übersetzt. Die enorme Bandbreite des Wortstammes und der Assoziationen lässt darauf schließen, dass er sehr alt ist.
Als männlicher Vorname ist Winni im deutschen Sprachraum meist nur als Kurzform von Winfried geläufig, das dem Althochdeutschen entstammt und aus wini (Freund) und fried (Frieden) zusammengesetzt ist. Auch eine weibliche Form wie Winfrieda oder Winifred ist belegt. Im keltischen Sprachraum veränderte es sich zu Gwyn oder Gwen bzw. Gwendolin. Formen wie Wanda, Wendy sind wiederum Verkürzungen der englischen Form.

## Namenstag
- Namenstag ist gemäß der englischen Form der 14. Oktober zu Ehren der heiligen Guendalina, die im sechsten Jahrhundert lebte.

## Namensträger

### Männlicher Vorname
- Winni Schaak (* 1957), deutscher Bildhauer
- Winni Vogt (1945–1989), eigentlich Winfried Vogt, deutscher Tourenwagen- und Bergrennfahrer, 1987 Tourenwagen-Europameister
- Winni Wittkopp (* 1951), eigentlich Winfried Wittkopp, Schauspieler, Regisseur, Musiker und bildender Künstler

### Kunstfiguren
- Der kleine Winni, ursprünglicher deutscher Titel eines belgischen Comics aus dem Jahr 1960
- Winnie, die Pferdezähmerin, Kinderbuch-Serie der Amerikanerin Dandi Daley Mackall (Englischer Titel Winni the Horse Gentler)